# Vaszi Attila Zsolt
Vaszi Attila Zsolt (Segesvár, 1976. december 18. –) erdélyi magyar matematikus-informatikus.

## Életpályája
A kolozsvári Babeș–Bolyai Tudományegyetemen végzett a Matematika-Informatika Karon, majd Leedsben doktorált.

## Munkássága

### Cikkei (válogatás)
- Vaszi, A.Z.; Elliott, L.; Ingham, D.B.; Pop, I.: Conjugate free convection from a vertical plate fin with a rounded tip embedded in a porous medium. Int. J. Heat Mass Transfer 47, No. 12-13, 2785-2794 (2004).
- Vaszi, A. Z.; Elliott, L.; Ingham, D. B.; Pop, I.: Conjugate free convection above a heated finite horizontal flat plate embedded in a porous medium. Int. J. Heat Mass Transfer 45, No. 13, 2777-2795 (2002)
- Vaszi, A.Z.; Ingham, D.B.; Lesnic, D.; Munslow, D.; Pop, I.: Conjugate free convection from a slightly inclined plate embedded in a porous medium. ZAMM, Z. Angew. Math. Mech. 81, No.7, 465-479 (2001).